# Diemenomyia bulbosa temeraria
Diemenomyia bulbosa temeraria is een ondersoort van de tweevleugelige Diemenomyia bulbosa uit de familie steltmuggen (Limoniidae). De soort komt voor in het Australaziatisch gebied.